# FA Cup de 2009–10
A FA Cup da temporada 2009/2010 foi 129ª edição da competição mais antiga do futebol mundial. Assim como na edição anterior (2008/2009), 762 clubes foram aceitos na competição. Um clube, Newcastle Blue Star, desistiu antes das partidas serem anunciadas. Como era planejado que entrassem na competição na Primeira Fase Classificatória, os oponentes deles receberam um walkover.
O torneio começou no dia 15 de agosto de 2009 pela Fase Extra-Preliminar e terminou no dia 15 de maio de 2010 com a final, no Estádio de Wembley em Londres. A final foi disputada entre os campeões da edição anterior, o Chelsea e os vencedores da edição de 2008, Portsmouth. Originalmente, os vencedores iriam para a fase de playoffs da Liga Europa da UEFA 2010-11. Entretanto, como o Chelsea venceu a Premier League 2009-10 (e não precisava dessa vaga da FA Cup), e o Portsmouth não poderia participar em uma competição da UEFA na temporada 2010-11 por ter caído de divisão, a vaga foi dada para o Liverpool, sétimo colocado na Premier League. O Chelsea venceu a final por 1-0.

## Sistema de disputa
É disputado em um sistema eliminatório simples ("mata-mata"), com todos os times em chaves de dois, decididos em uma partida. Em caso de empate, será realizada uma partida extra de desempate;(exceto na semifinal e final).
Persistindo o empate, a decisão acontecerá atráves da prorrogação. Se continuar o empate, a decisão acontecerá atráves de disputa por pênaltis.

## Calendário
O calendário da FA Cup de 2009–10, anunciado pela The Football Association:
| Fase                          | Data inicial            | Número de partidas | Clubes    | Entradas nessa fase | Prêmio                                    | Jogador da Rodada                |
| ----------------------------- | ----------------------- | ------------------ | --------- | ------------------- | ----------------------------------------- | -------------------------------- |
| Fase Extra Preliminar         | 15 de agosto de 2009    | 203                | 762 → 559 | 406: 357º–762º      | £750                                      |                                  |
| Fase Preliminar               | 29 de agosto de 2009    | 167                | 559 → 392 | 131: 226º–356º      | £1,500                                    |                                  |
| Primeira Fase Classificatória | 12 de setembro de 2009  | 116                | 392 → 276 | 65: 161º–225º       | £3,000                                    | Bobby Traynor (Kingstonian)      |
| Segunda Fase Classificatória  | 26 de setembro de 2009  | 80                 | 276 → 196 | 44: 117º–160º       | £4,500                                    | Mark Danks (Northwich Victoria)  |
| Terceira Fase Classificatória | 10 de outubro de 2009   | 40                 | 196 → 156 | nenhum              | £7,500                                    | Adam Webster (Hinckley United)   |
| Quarta Fase Classificatória   | 24 de outubro de 2009   | 32                 | 156 → 124 | 24: 93º–116º        | £12,500                                   | Danny Kedwell (AFC Wimbledon)    |
| Primeira Fase                 | 7 de novembro de 2009   | 40                 | 124 → 84  | 48: 45tº–92º        | £18,000                                   | Richard Brodie (York City)       |
| Segunda Fase                  | 28 de novembro de 2009  | 20                 | 84 → 64   | nenhum              | £27,000                                   | Leon Legge (Brentford)           |
| Terceira Fase                 | 2 de janeiro de 2010    | 32                 | 64 → 32   | 44: 1º–44º          | £67,500                                   | Jermaine Beckford (Leeds United) |
| Quarta Fase                   | 23 de janeiro de 2010   | 16                 | 32 → 16   | nenhum              | £90,000                                   | Jermaine Beckford (Leeds United) |
| Quinta Fase                   | 13 de fevereiro de 2010 | 8                  | 16 → 8    | nenhum              | £180,000                                  | Gareth Bale (Tottenham Hotspur)  |
| Quartas de Finais             | 6 de março de 2010      | 4                  | 8 → 4     | nenhum              | £360,000                                  | Frédéric Piquionne (Portsmouth)  |
| Semifinais                    | 10–11 de abril de 2010  | 2                  | 4 → 2     | nenhum              | Vencedores: £900,000 Perdedores: £450,000 | Didier Drogba (Chelsea)          |
| Final                         | 15 de maio de 2010      | 1                  | 2 → 1     | nenhum              | Vencedor: £1,800,000 Perdedor: £900,000   |                                  |

## Fases classificatórias
Todos os times entram nessa parte, exceto os membros da Football League e da Premier League.

## Primeira Fase
Times da Football League One e Football League Two entraram nessa fase, junto com os vencedores da Quarta Fase Classificatória. O sorteio aconteceu no dia 25 de outubro de 2009, com jogos acontecendo na semana que começou no dia 6 de novembro de 2009.
Paulton Rovers da Southern Football League Division One South & West (oitavo nível) foi o time de menor nível a ter sobrado nesse estágio da competição, mas falharam em passar de fase.
| Número    | Casa                   | Placar | Visitante                | Público |
| --------- | ---------------------- | ------ | ------------------------ | ------- |
| 1         | Gillingham             | 3–0    | Southend United          | 4,605   |
| 2         | Grimsby Town           | 0–2    | Bath City                | 2,103   |
| 3         | Gateshead              | 2–2    | Brentford                | 1,150   |
| desempate | Brentford              | 5–2    | Gateshead                | 1,960   |
| 4         | Chesterfield           | 1–3    | AFC Bournemouth          | 3,277   |
| 5         | AFC Telford United     | 1–3    | Lincoln City             | 2,809   |
| 6         | Stockport County       | 5–0    | Tooting & Mitcham United | 3,076   |
| 7         | Burton Albion          | 3–2    | Oxford City              | 2,207   |
| 8         | Barrow                 | 2–1    | Eastleigh                | 1,655   |
| 9         | Oldham Athletic        | 0–2    | Leeds United             | 5,552   |
| 10        | Cambridge United       | 4–0    | Ilkeston Town            | 2,395   |
| 11        | York City              | 3–2    | Crewe Alexandra          | 3,070   |
| 12        | Wycombe Wanderers      | 4–4    | Brighton & Hove Albion   | 2,749   |
| desempate | Brighton & Hove Albion | 2–0    | Wycombe Wanderers        | 3,383   |
| 13        | Hereford United        | 2–0    | Sutton United            | 1,713   |
| 14        | Nuneaton Town          | 0–4    | Exeter City              | 2,452   |
| 15        | Bristol Rovers         | 2–3    | Southampton              | 6,646   |
| 16        | Carlisle United        | 2–2    | Morecambe                | 4,181   |
| desempate | Morecambe              | 0–1    | Carlisle United          | 3,307   |
| 17        | Forest Green Rovers    | 1–1    | Mansfield Town           | 1,149   |
| desempate | Mansfield Town         | 1–2    | Forest Green Rovers      | 2,496   |
| 18        | Oxford United          | 1–0    | Yeovil Town              | 6,144   |
| 19        | Paulton Rovers         | 0–7    | Norwich City             | 2,070   |
| 20        | Swindon Town           | 1–0    | Woking                   | 4,805   |

| Número    | Casa               | Placar | Visitante            | Público |
| --------- | ------------------ | ------ | -------------------- | ------- |
| 21        | Port Vale          | 1–1    | Stevenage Borough    | 3,999   |
| desempate | Stevenage Borough  | 0–1    | Port Vale            | 2,894   |
| 22        | Luton Town         | 3–3    | Rochdale             | 3,167   |
| desempate | Rochdale           | 0–2    | Luton Town           | 1,982   |
| 23        | Bromley            | 0–4    | Colchester United    | 4,242   |
| 24        | Accrington Stanley | 2–1    | Salisbury City       | 1,379   |
| 25        | Millwall           | 4–1    | AFC Wimbledon        | 9,453   |
| 26        | Stourbridge        | 0–1    | Walsall              | 2,014   |
| 27        | Shrewsbury Town    | 0–1    | Staines Town         | 3,359   |
| 28        | Wealdstone         | 2–3    | Rotherham United     | 1,638   |
| 29        | Torquay United     | 3–1    | Cheltenham Town      | 2,370   |
| 30        | Barnet             | 3–1    | Darlington           | 1,654   |
| 31        | Notts County       | 2–1    | Bradford City        | 4,213   |
| 32        | Huddersfield Town  | 6–1    | Dagenham & Redbridge | 5,858   |
| 33        | Milton Keynes Dons | 1–0    | Macclesfield Town    | 4,868   |
| 34        | Rushden & Diamonds | 3–1    | Hinckley United      | 1,540   |
| 35        | Northwich Victoria | 1–0    | Charlton Athletic    | 2,153   |
| 36        | Aldershot Town     | 2–0    | Bury                 | 2,519   |
| 37        | Wrexham            | 1–0    | Lowestoft Town       | 2,402   |
| 38        | Hartlepool United  | 0–1    | Kettering Town       | 2,645   |
| 39        | Tranmere Rovers    | 1–1    | Leyton Orient        | 3,180   |
| desempate | Leyton Orient      | 0–1    | Tranmere Rovers      | 1,518   |
| 40        | Northampton Town   | 2–1    | Fleetwood Town       | 3,077   |

## Segunda Fase
A Segunda Fase aconteceu nos dias de 28 e 29 de novembro de 2009 e envolveu os 40 vencedores da Primeira Fase.
Bath City e Staines Town da Conference South, e Northwich Victoria da Conference North (6º nível) foram os times de menor nível que chegaram a essa fase, mas nenhum desses passaram dessa fase.
| Número    | Casa                   | Placar | Visitante          | Público |
| --------- | ---------------------- | ------ | ------------------ | ------- |
| 1         | Northwich Victoria     | 1–3    | Lincoln City       | 3,544   |
| 2         | Northampton Town       | 2–3    | Southampton        | 4,858   |
| 3         | Hereford United        | 0–1    | Colchester United  | 2,225   |
| 4         | Tranmere Rovers        | 0–0    | Aldershot Town     | 3,742   |
| desempate | Aldershot Town         | 1–2    | Tranmere Rovers    | 4,060   |
| 5         | Kettering Town         | 1–1    | Leeds United       | 4,837   |
| desempate | Leeds United           | 5–1†   | Kettering Town     | 10,670  |
| 6         | Gillingham             | 1–0    | Burton Albion      | 4,996   |
| 7         | Wrexham                | 0–1    | Swindon Town       | 3,011   |
| 8         | Brighton & Hove Albion | 3–2    | Rushden & Diamonds | 3,638   |
| 9         | Rotherham United       | 2–2    | Luton Town         | 3,210   |
| desempate | Luton Town             | 3–0    | Rotherham United   | 2,518   |
| 10        | Milton Keynes Dons     | 4–3    | Exeter City        | 4,867   |

| Número    | Casa               | Placar | Visitante           | Público |
| --------- | ------------------ | ------ | ------------------- | ------- |
| 11        | Brentford          | 1–0    | Walsall             | 2,611   |
| 12        | Carlisle United    | 3–1    | Norwich City        | 3,946   |
| 13        | Accrington Stanley | 2–2    | Barnet              | 1,501   |
| desempate | Barnet             | 0–1    | Accrington Stanley  | 1,288   |
| 14        | Oxford United      | 1–1    | Barrow              | 6,082   |
| desempate | Barrow             | 3–1    | Oxford United       | 2,754   |
| 15        | AFC Bournemouth    | 1–2    | Notts County        | 6,082   |
| 16        | Stockport County   | 0–4    | Torquay United      | 1,690   |
| 17        | Cambridge United   | 1–2    | York City           | 3,505   |
| 18        | Bath City          | 1–2    | Forest Green Rovers | 3,325   |
| 19        | Port Vale          | 0–1    | Huddersfield Town   | 5,311   |
| 20        | Staines Town       | 1–1    | Millwall            | 2,753   |
| desempate | Millwall           | 4–0    | Staines Town        | 3,452   |

† – Após prorrogação

## Terceira Fase
O sorteio para a Terceira Fase aconteceu no dia 29 de novembro de 2009 no Estádio de Wembley. Times da Premier League e da Football League Championship entram nessa fase, juntando-se aos vencedores da Segunda Fase completando o número. A maioria das partidas aconteceu nos dias 2 e 3 de janeiro de 2010, com a neve adiando alguns jogos para o meio de janeiro.
Barrow, Forest Green Rovers, Luton Town e York City foram os únicos times que não são da Football League que sobraram nessa fase ainda, mas nenhum desses passaram dessa fase.
O Manchester United foi derrotado na terceira fase pela primeira vez desde a derrota para o Bournemouth em FA Cup 1983-84, quando perderam para os arquirrivais Leeds United. Foi a primeira derrota do Manchester para um time de divisões inferiores desde a derrota para o Bournemouth. Juntando-se ao Manchester, o rival e também membro dos "Quatro Grandes", Liverpool perdeu em casa para o Reading no jogo desempate.
| Número    | Casa                | Placar | Visitante            | Público |
| --------- | ------------------- | ------ | -------------------- | ------- |
| 1         | Tottenham Hotspur   | 4–0    | Peterborough United  | 35,862  |
| 2         | Brentford           | 0–1    | Doncaster Rovers     | 2,883   |
| 3         | Middlesbrough       | 0–1    | Manchester City      | 12,474  |
| 4         | Stoke City          | 3–1    | York City            | 15,586  |
| 5         | Notts County        | 2–1    | Forest Green Rovers  | 4,389   |
| 6         | Huddersfield Town   | 0–2    | West Bromwich Albion | 13,472  |
| 7         | Sheffield United    | 1–1    | Queens Park Rangers  | 11,461  |
| desempate | Queens Park Rangers | 2–3    | Sheffield United     | 5,780   |
| 8         | Milton Keynes Dons  | 1–2    | Burnley              | 11,816  |
| 9         | Chelsea             | 5–0    | Watford              | 40,912  |
| 10        | Nottingham Forest   | 0–0    | Birmingham City      | 20,975  |
| desempate | Birmingham City     | 1–0    | Nottingham Forest    | 9,399   |
| 11        | Preston North End   | 7–0    | Colchester United    | 7,621   |
| 12        | West Ham United     | 1–2    | Arsenal              | 25,549  |
| 13        | Aston Villa         | 3–1    | Blackburn Rovers     | 25,453  |
| 14        | Portsmouth          | 1–1    | Coventry City        | 11,214  |
| desempate | Coventry City       | 1–2†   | Portsmouth           | 7,097   |
| 15        | Sunderland          | 3–0    | Barrow               | 25,190  |
| 16        | Wigan Athletic      | 4–1    | Hull City            | 5,335   |
| 17        | Everton             | 3–1    | Carlisle United      | 31,196  |

| Número                                     | Casa                | Placar | Visitante               | Público |
| ------------------------------------------ | ------------------- | ------ | ----------------------- | ------- |
| 18                                         | Sheffield Wednesday | 1–2    | Crystal Palace          | 8,690   |
| 19                                         | Tranmere Rovers     | 0–1    | Wolverhampton Wanderers | 7,476   |
| 20                                         | Blackpool           | 1–2    | Ipswich Town            | 7,332   |
| 21                                         | Fulham              | 1–0    | Swindon Town            | 19,623  |
| 22                                         | Torquay United      | 0–1    | Brighton & Hove Albion  | 4,028   |
| 23                                         | Scunthorpe United   | 1–0    | Barnsley                | 5,457   |
| 24                                         | Southampton         | 1–0    | Luton Town              | 18,786  |
| 25                                         | Bristol City        | 1–1    | Cardiff City            | 7,289   |
| desempate                                  | Cardiff City        | 1–0    | Bristol City            | 6,731   |
| 26                                         | Reading             | 1–1    | Liverpool               | 23,656  |
| desempate                                  | Liverpool           | 1–2†   | Reading                 | 31,063  |
| 27                                         | Millwall            | 1–1    | Derby County            | 10,531  |
| desempate                                  | Derby County        | 1–1    | Millwall                | 7,183   |
| Derby County venceu por 5 – 3 nos pênaltis |                     |        |                         |         |
| 28                                         | Plymouth Argyle     | 0–0    | Newcastle United        | 16,451  |
| desempate                                  | Newcastle United    | 3–0    | Plymouth Argyle         | 15,805  |
| 29                                         | Leicester City      | 2–1    | Swansea City            | 12,307  |
| 30                                         | Bolton Wanderers    | 4–0    | Lincoln City            | 11,193  |
| 31                                         | Accrington Stanley  | 1–0    | Gillingham              | 1,322   |
| 32                                         | Manchester United   | 0–1    | Leeds United            | 74,526  |

† – Após prorrogação

## Quarta Fase
O sorteio para a Quarta Fase, aconteceu no dia 3 de janeiro de 2010 no Estádio de Wembley. As partidas aconteceram no final de semana de 23 e 24 de janeiro de 2010.
Accrington Stanley e Notts County da Football League Two (4º nível) foram os times de menor nível que sobraram até essa fase; Accrington Stanley não passou dessa fase, enquanto o Notts venceu o Wigan no jogo desempate em Wigan
| Número    | Casa                    | Placar | Visitante               | Público |
| --------- | ----------------------- | ------ | ----------------------- | ------- |
| 1         | Southampton             | 2–1    | Ipswich Town            | 20,446  |
| 2         | Reading                 | 1–0    | Burnley                 | 12,910  |
| 3         | Derby County            | 1–0    | Doncaster Rovers        | 11,316  |
| 4         | Cardiff City            | 4–2    | Leicester City          | 10,961  |
| 5         | Stoke City              | 3–1    | Arsenal                 | 19,735  |
| 6         | Notts County            | 2–2    | Wigan Athletic          | 9,073   |
| desempate | Wigan Athletic          | 0–2    | Notts County            | 5,519   |
| 7         | Scunthorpe United       | 2–4    | Manchester City         | 8,861   |
| 8         | West Bromwich Albion    | 4–2    | Newcastle United        | 16,102  |
| 9         | Everton                 | 1–2    | Birmingham City         | 30,875  |
| 10        | Accrington Stanley      | 1–3    | Fulham                  | 3,712   |
| 11        | Bolton Wanderers        | 2–0    | Sheffield United        | 14,572  |
| 12        | Portsmouth              | 2–1    | Sunderland              | 10,315  |
| 13        | Preston North End       | 0–2    | Chelsea                 | 23,119  |
| 14        | Aston Villa             | 3–2    | Brighton & Hove Albion  | 39,725  |
| 15        | Wolverhampton Wanderers | 2–2    | Crystal Palace          | 14,449  |
| desempate | Crystal Palace          | 3–1    | Wolverhampton Wanderers | 10,282  |
| 16        | Tottenham Hotspur       | 2–2    | Leeds United            | 35,750  |
| desempate | Leeds United            | 1–3    | Tottenham Hotspur       | 37,704  |

## Quinta Fase
O sorteio para a Quinta Fase, conduzido por Geoff Thomas e o MBE Stephanie Moore, aconteceu no dia 24 de janeiro de 2010 no Estádio de Wembley. As partidas aconteceram no final de semana de 13 e 14 de fevereiro. Notts County da Football League Two (Quarto nível) foi o time de menor nível a chegar a essa fase nessa edição, mas foram eliminados por 4-0 pelo Fulham.
| Número    | Casa                 | Placar | Visitante            | Público |
| --------- | -------------------- | ------ | -------------------- | ------- |
| 1         | Crystal Palace       | 2–2    | Aston Villa          | 20,486  |
| desempate | Aston Villa          | 3–1    | Crystal Palace       | 31,874  |
| 2         | Manchester City      | 1–1    | Stoke City           | 28,019  |
| desempate | Stoke City           | 3–1†   | Manchester City      | 21,813  |
| 3         | Derby County         | 1–2    | Birmingham City      | 21,043  |
| 4         | Bolton Wanderers     | 1–1    | Tottenham Hotspur    | 13,596  |
| desempate | Tottenham Hotspur    | 4–0    | Bolton Wanderers     | 31,436  |
| 5         | Chelsea              | 4–1    | Cardiff City         | 40,827  |
| 6         | Fulham               | 4–0    | Notts County         | 16,132  |
| 7         | Reading              | 2–2    | West Bromwich Albion | 18,008  |
| desempate | West Bromwich Albion | 2–3†   | Reading              | 13,985  |
| 8         | Southampton          | 1–4    | Portsmouth           | 31,385  |

† – Após prorrogação

## Quartas de Finais
O sorteio das quartas de finais (sexta fase), conduzido pelo ex-atacante inglês Luther Blissett e o apresentador de TV Tim Lovejoy, ocorreu no dia 14 de fevereiro. As partidas ocorreram nos dias 6 e 7 de março de 2010. Reading da Championship foi o time de menor nível nessa fase.
| 7 de março de 2010 | Chelsea                 | 2 - 0  | Stoke City | Stamford Bridge, Londres                                  |
| 16:00              | Lampard 35' · Terry 67' | Report |            | Público: 41,322 Árbitro: Martin Atkinson (West Yorkshire) |

| 6 de março de 2010 | Fulham | 0 - 0  | Tottenham Hotspur | Craven Cottage, Londres                                   |
| 17:20              |        | Report |                   | Público: 24,533 Árbitro: Mark Clattenburg (County Durham) |

| 7 de março de 2010 | Reading       | 2 - 4  | Aston Villa                             | Madejski Stadium, Reading                     |
| 17:20              | Long 27', 42' | Report | Young 47' · Carew 51', 57', 90+3' (pen) | Público: 23,175 Árbitro: Mike Dean (Cheshire) |

| 6 de março de 2010 | Portsmouth         | 2 - 0  | Birmingham City | Fratton Park, Portsmouth                      |
| 12:30              | Piquionne 67', 70' | Report |                 | Público: 20,456 Árbitro: Steve Bennett (Kent) |

### Jogo desempate
| 24 de março de 2010 | Tottenham Hotspur                               | 3 - 1  | Fulham     | White Hart Lane, Londres                                  |
| 19:45               | Bentley 47' · Pavlyuchenko 60' · Guðjohnsen 66' | Report | Zamora 17' | Público: 35,432 Árbitro: Martin Atkinson (West Yorkshire) |

## Semifinais
O sorteio das semifinais foi conduzido por David Ginola e Jason Cundy no Estádio de Wembley, domingo, 7 de março de 2010. Ambas semifinais ocorreram no Estádio de Wembley no final de semana de 10 e 11 de abril.
| 10 de abril de 2010 | Aston Villa | 0 - 3  | Chelsea                                  | Estádio de Wembley, Londres                            |
| 17:00               |             | Report | Drogba 68' · Malouda 89' · Lampard 90+5' | Público: 81,869 Árbitro: Howard Webb (South Yorkshire) |

| 11 de abril de 2010 | Tottenham Hotspur | 0 - 2 a.pr. | Portsmouth                         | Estádio de Wembley, Londres                         |
| 16:00               |                   | Report      | Piquionne 99' · Boateng 117' (pen) | Público: 84,602 Árbitro: Alan Wiley (Staffordshire) |

## Final
| 15 de maio de 2010 | Chelsea    | 1 - 0 | Portsmouth | Estádio de Wembley, Londres                     |
| 15:00              | Drogba 59' |       |            | Público: 88,335 Árbitro: Chris Foy (Merseyside) |

## Premiação
| Campeão da Copa da Inglaterra 2009/2010   |
| ----------------------------------------- |
| Chelsea Football Club Campeão (6º título) |

## Curiosidades
Os clubes que estão disputando a Primeira (Premier League) e Segunda Divisão (Football League Championship) só começam a disputar a Copa da Inglaterra no dia 2 de janeiro de 2010 pela Fase Final.